# Dalton Trumbo (film)
Pour les articles homonymes, voir Trumbo (homonymie).
Pour plus de détails, voir Fiche technique et Distribution.

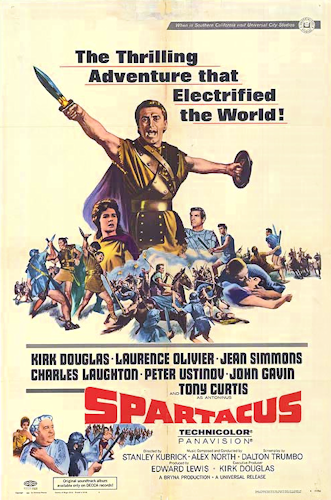
Affiche du film Spartacus, écrit par Dalton Trumbo et évoqué dans le film

Dalton Trumbo (Trumbo) est un film biographique américain coproduit et réalisé par Jay Roach, sorti en 2015.

## Synopsis
À la fin des années 1940 à Hollywood, le scénariste à succès Dalton Trumbo, accusé d'être membre du parti communiste, est interdit d'exercer son métier. Il fait alors partie de ceux qu'on appelle les « Dix d'Hollywood ». Il va aller jusqu'au bout de ses convictions, ce qui met en péril sa carrière et sa famille.

## Fiche technique
Sauf indication contraire, les informations mentionnées dans cette section peuvent être confirmées par la base de données cinématographiques IMDb,  présente dans la section « Liens externes ».
- Titre original : Trumbo
- Titre français : Dalton Trumbo
- Réalisation : Jay Roach
- Scénario : John McNamara, d'après le livre Dalton Trumbo de Bruce Cook
- Direction artistique : Mark Ricker
- Décors : Cindy Carr
- Costumes : Daniel Orlandi
- Photographie : Jim Denault
- Montage : Alan Baumgarten
- Musique : Theodore Shapiro
- Production : Monica Levinson, Michael London (en), Nimitt Mankad, John McNamara, Shivani Rawat, Jay Roach et Janice Williams
- Sociétés de production : Groundswell Productions et ShivHans Pictures
- Sociétés de distribution : Bleecker Street Media (États-Unis), UGC Distribution (France)
- Budget : 15 millions de dollars[1]
- Pays d’origine :  États-Unis
- Langue originale : anglais
- Format : couleur et noir et blanc - 35 mm - 1,85:1 - son Dolby Digital
- Genre : biographique
- Durée : 124 minutes
- Dates de sortie[2] :
  - Canada : 12 septembre 2015 (Festival international du film de Toronto) ; 7 novembre 2015 (Festival international du film de Windsor) ; 27 novembre 2015 (sortie limitée)
  - États-Unis : 23 octobre 2015 (Festival du film indépendant) ; 6 novembre 2015 (sortie limitée) ; 25 novembre 2015 (sortie nationale)
  - France, Suisse romande : 27 avril 2016

## Distribution
- Bryan Cranston (VQ : Jacques Lavallée) : Dalton Trumbo
- Diane Lane (VQ : Anne Bédard) : Cleo Trumbo
- Helen Mirren (VQ : Claudine Chatel) : Hedda Hopper
- Louis C.K. (VQ : Frédéric Desager) : Arlen Hird
- Elle Fanning (VQ : Ludivine Reding) : Nikola Trumbo
- John Goodman (VQ : Yves Corbeil) : Frank King
- Michael Stuhlbarg (VQ : Benoît Brière) : Edward G. Robinson

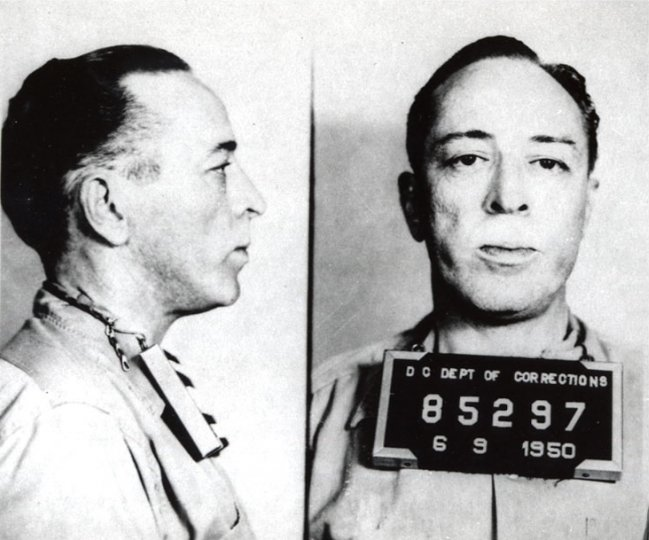
Dalton Trumbo en 1950

- Adewale Akinnuoye-Agbaje (VQ : Patrick Chouinard) : Virgil Brooks
- David James Elliott (VQ : Daniel Picard) : John Wayne
- Dean O'Gorman (VQ : Philippe Martin) : Kirk Douglas
- Stephen Root (VQ : François Sasseville) : Hymie King
- Alan Tudyk (VQ : Thiéry Dubé) : Ian McLellan Hunter
- Roger Bart (VQ : Benoît Éthier) : Buddy Ross
- John Getz (VQ : Guy Nadon) : Sam Wood
- Christian Berkel (VQ : François Godin) : Otto Preminger
- Richard Portnow (VQ : Jean-Marie Moncelet) : Louis B. Mayer
- Sean Bridgers (VQ : Claude Gagnon) : Jeff Krandall

## Production
Le scénario du film s'inspire de l'ouvrage Dalton Trumbo de Bruce Cook. Il s'inspire par ailleurs du documentaire Trumbo de Peter Askin sorti en 2007, lui-même inspiré de la pièce Red, White and Blacklisted du fils de Dalton Trumbo, Christopher Trumbo (en), expert de la période du Maccarthysme. La pièce avait été jouée dès 2003 à New York et se basait sur les lettres que Dalton Trumbo avait échangées ou écrites durant la période de la liste noire. Le scénariste John McNamara prend par ailleurs quelques libertés et crée le personnage d'Arlen Hird, inspiré des scénaristes Alvah Bessie, Lester Cole, John Howard Lawson, Albert Maltz et Samuel Ornitz, tous membres des « Dix d'Hollywood ».
Par ailleurs, l'équipe du film a pu compter sur les collaborations de Nikola et Mitzi Trumbo, les filles de Dalton Trumbo, car leur frère Christopher Trumbo était décédé en 2011.
Dans sa jeunesse, le réalisateur Jay Roach a été très marqué par la peur du communisme qui régnait à cette époque. Par ailleurs, il a eu comme professeur Edward Dmytryk, l'un des « Dix d'Hollywood » avec Dalton Trumbo.
Avant que le rôle revienne officiellement à Bryan Cranston en septembre 2013, Gary Oldman avait été envisagé pour incarner Dalton Trumbo.
Dean O'Gorman a écrit à Kirk Douglas pour lui demander ses conseils pour l'incarner à l'écran. Ce dernier lui a répondu de rester professionnel et de suivre son instinct dans un message disant notamment « Jouez Kirk Douglas, oubliez le... jouez juste le rôle et vous serez bon ». Par ailleurs, Kirk Douglas s'amusera en disant que la production aurait dû engager « Kirk Douglas pour jouer Kirk Douglas ».
Le tournage débute le 15 septembre 2014 et s'achève le 6 novembre 2014,. Il a lieu à Los Angeles et à La Nouvelle-Orléans.

## Distinctions principales
Source : Internet Movie Database

### Récompenses
- Writers Guild of America Awards 2016 : Prix Paul Selvin pour John McNamara

### Nominations
- Golden Globes 2016 :
  - Meilleur acteur dans un film dramatique pour Bryan Cranston
  - Meilleure actrice dans un second rôle pour Helen Mirren
- Screen Actors Guild Awards 2016 :
  - Meilleur acteur pour Bryan Cranston
  - Meilleure actrice dans un second rôle pour Helen Mirren
  - Meilleure distribution
- Oscars 2016  : meilleur acteur pour Bryan Cranston

## Autour du film
- Principalement connu pour ses comédies, Jay Roach est pourtant tout aussi à son aise avec les sujets politiques. Il s'y est d'ailleurs frotté en 2008 avec Recount, sur l'élection présidentielle américaine de 2000, ainsi qu'en 2012 avec Game Change, centré sur Sarah Palin.
- Jay Roach et Bryan Cranston se sont retrouvés après le tournage pour All the Way, l'adaptation pour HBO d'une pièce de théâtre autour du président américain Lyndon B. Johnson.
- Le personnage de Buddy Ross est inspiré des producteurs Dore Schary et Walter Wanger.